# Route nationale 149bis
La route nationale 149bis ou RN 149bis était une route nationale française reliant Parthenay à Bournezeau.
À la suite de la réforme de 1972, elle a été déclassée en RD 949bis.

## Ancien tracé de Parthenay à Bournezeau (D 949bis)
- Parthenay (km 0)
- Le Tallud (km 5)
- Azay-sur-Thouet (km 9)
- Secondigny (km 14)
- Vernoux-en-Gâtine (km 22)
- L'Absie (km 27)
- Breuil-Barret (km 37)
- La Châtaigneraie (km 42)
- Cheffois (km 47)
- Mouilleron-en-Pareds (km 52)
- Chantonnay (km 67)
- Bournezeau (km 78)